# MOF
Uma Trading Turret ou MOF - Mesa de Operações Financeiras é um sistema de telefonia especializado geralmente usado por operadores financeiros em suas mesas de negociação . A negociação progrediu de pregão por telefone para negociação eletrônica durante a segunda metade do século XX, com a negociação por telefone dominando durante as décadas de 1980 e 1990. Embora a maior parte do volume de negociação agora seja feita por meio de plataformas de negociação eletrônicas, algumas negociações por telefone persistem e MOF para a negociação são comuns nas mesas de negociação de bancos de investimento .

## MOF com voz
As MOFs de negociação, ao contrário dos sistemas de telefonia típicos, têm uma série de recursos, funções e capacidades projetadas especificamente para as necessidades de comunicação de voz dos operadores financeiros. As MOFs comerciais permitem que os usuários visualizem e priorizem a atividade de chamadas recebidas de clientes ou contrapartes e façam chamadas para essas mesmas pessoas instantaneamente pressionando um único botão para acessar linhas telefônicas ponto a ponto dedicadas (comumente chamados de circuitos Ringdown ). Além disso, muitos Traders têm dezenas ou centenas de botões dedicados de discagem rápida e circuitos de grande distribuição hoot-n-holler ou Squawk box que permitem a disseminação em massa imediata ou troca de informações para outros comerciantes dentro de sua organização ou para clientes e contrapartes. Devido a esses requisitos, muitos Turrets têm vários aparelhos e unidades de alto-falante multicanal, geralmente compartilhados por equipes (por exemplo: ações, renda fixa, câmbio estrangeiro ) ou, em alguns casos, globalmente em organizações comerciais inteiras.
Ao contrário dos sistemas telefônicos Private Branch Exchange (PBX) padrão projetados para usuários de escritórios em geral, a arquitetura do sistema Trading Turret tem historicamente contado com arquiteturas de comutação altamente distribuídas que permitem o processamento paralelo de chamadas e garantem um estado "sem bloqueio" onde há sempre um número maior de troncos (caminhos de entrada / saída do sistema) do que usuários, bem como tolerância a falhas que garante que falhas em um único componente não afete todos os usuários ou linhas. À medida que o poder de processamento aumentou e as tecnologias de comutação amadureceram, os sistemas de negociação de voz evoluíram de arquiteturas de sistema de multiplexação por divisão de tempo digital (TDM) para arquiteturas baseadas em servidor de protocolo de Internet (IP).
Embora alguns dos sistemas de MOF também incluam funções de Intercom, é comum que as empresas de serviços financeiros usem um sistema de intercomunicação independente junto com os sistemas de torre de negociação.

## MOF na Nuvem
As tecnologias IP transformaram as comunicações para os Traders, permitindo comunicações convergentes e multimídia que incluem, além das chamadas de voz tradicionais, comunicações baseadas na presença, como: comunicações e mensagens unificadas, mensagens instantâneas (IM), chat e conferência de áudio / vídeo e mais recentemente, com o aprimoramento dessas tecnologias os serviços de MOF passaram a ser oferecidos na Nuvem por algumas empresas tradicionais.

## Sistemas existentes
Exemplos de alguns dos principais sistemas de telefonia incluem:
- IPC Unigy.[2]
- Speakerbus iTurret dealerboard.[3]
- Speakerbus ARIA Soft Client.[4]
- Unify OpenScape XPERT IP Touch Screen [5]
- BT Netrix.[6]
- Mitel/Wesley Clover Solutions[7] 5560 IP Turret
- enepath Eclipse product suite[8]
- IP Trade [9]
- Etrali Trading Solutions Open Trade[10]
- Green Key Technologies [11]
- Cloud9 Technologies [12]
- Neopath Collaboration and Compliance System - Cloud Turret [1]